# Agkistrognathus
Agkistrognathus is een geslacht van uitgestorven thalattosauriërs dat leefde in het Vroeg- tot Midden-Trias van British Columbia, Canada. Er is slechts een soort benoemd in dit geslacht; Agkistrognathus campbelli.

## Ontdekking en naamgeving
Agkistrognathus werd ontdekt in de Sulphur Mountain-formatie in het oosten van British Columbia. Hij werd beschreven in een artikel uit 1993, samen met verschillende andere nieuwe thalattosauriërs uit dezelfde vindplaats: Thalattosaurus borealis, Paralonectes merriami, een verder exemplaar dat naar Paralonectes werd verwezen, en een niet nader genoemde soort. Op basis van de conodonte fauna wordt aangenomen dat deze vindplaats Vroeg- tot Midden-Trias is, waarschijnlijk van het Laat-Anisien tot het Vroeg-Ladinien. Deze soorten kunnen dus de oudste bekende thalattosauriërs zijn.
In 1993 benoemde Elizabeth Nicholls de typesoort Agkistrognathus campbelli. De geslachtsnaam vertaalt zich naar 'haakkaak', terwijl de soortaanduiding verwijst naar Bob Campbell, die het enige bekende exemplaar ontdekte.
Het holotype van Agkistrognathus campbelli, TMP 89.127.6, is een niet in verband liggende schedel met een bovenkaaksbeen, premaxilla, ploegschaarbeen, dentaria, angulare, spleniale en andere niet-geïdentificeerde fragmenten.

## Beschrijving
Agkistrognathus is een thalattosauriër, een groep mariene reptielen met lange, peddelachtige staarten en onafhankelijk beweegbare vingers. Agkistrognathus kan worden onderscheiden van andere thalattosauriërs in het hebben van conische, dicht bij elkaar gelegen tanden die het kleinst zijn in het midden van de kaak en hoge dentaria van de onderkaken met haakvormige vooreinden. Deze eigenschappen hebben hem misschien een krachtige beet gegeven. De dentaria zijn ook gevorkt aan hun achterste uiteinden, waarbij beide vorktanden dezelfde lengte hebben, maar de bovenste veel hoger is. Deze combinatie is uniek voor Agkistrognathus.

## Fylogenie
Agkistrognathus is waarschijnlijk nauw verwant aan Thalattosaurus en Paralonectes vanwege het hebben van conische tanden aan de mandibulaire symphysis.